# Frankenia plicata
Frankenia plicata är en frankeniaväxtart som beskrevs av Ronald Melville. Frankenia plicata ingår i släktet frankenior, och familjen frankeniaväxter. Inga underarter finns listade i Catalogue of Life.